# Witgestippelde stierkophaai
De witgestippelde stierkophaai (Heterodontus ramalheira) is een vis uit de familie van stierkophaaien (Heterodontidae) en behoort derhalve tot de orde van varkenshaaien (Heterodontiformes). De vis kan een lengte bereiken van 64 centimeter.

## Leefomgeving
De witgestippelde stierkophaai is een zoutwatervis. De vis prefereert diep water en leeft hoofdzakelijk in de Indische Oceaan op dieptes tussen 40 en 275 meter.

## Relatie tot de mens
De witgestippelde stierkophaai is voor de visserij van geen belang. In de hengelsport wordt er weinig op de vis gejaagd. De soort kan worden bezichtigd in sommige openbare aquaria.
De witgestippelde stierkophaai is voor de mens niet ongevaarlijk, het kan de mens verwonden.